# Rezerwat przyrody Bučina pod Františkovou myslivnou
Rezerwat przyrody Bučina pod Františkovou myslivnou (cz. Přírodní rezervace Bučina pod Františkovou myslivnou) – rezerwat przyrody, znajdujący się w paśmie górskim Wysokiego Jesionika (cz. Hrubý Jeseník), w północno-wschodnich Czechach, w Sudetach Wschodnich, na Morawach, w powiecie Šumperk (cz. Okres Šumperk), położony w części stoku drugorzędnego szczytu o nazwie Velká Jezerná–J oraz części stoku sąsiedniej góry Hubertka.

## Charakterystyka
Rezerwat znajduje się w obrębie wydzielonego obszaru objętego ochroną o nazwie Obszar Chronionego Krajobrazu Jesioniki (cz. Chráněná krajinná oblast (CHKO) Jeseníky), a utworzonego w celu ochrony utworów skalnych, ziemnych i roślinnych oraz rzadkich gatunków zwierząt, położony w części (mikroregionie) Wysokiego Jesionika o nazwie Masyw Pradziada (cz. Pradědská hornatina). Rezerwat przyrody Bučina pod Františkovou myslivnou położony jest na wysokościach (960–1180) m n.p.m. stoku Velká Jezerná–J i góry Hubertka i ma powierzchnię 25,34 ha oraz rozciąga się na stoku od chaty Františkova myslivna ku potokowi o nazwie Zámecký potok, będącym dopływem rzeki Divoká Desná. Jest położony w odległości około 3,5 km na południowy zachód od szczytu góry Pradziad (cz. Praděd) i około 1,5 km na południowy wschód od szczytu góry Velká Jezerná. Rezerwat został utworzony 4 czerwca 1955 roku, w celu ochrony pierwotnego lasu mieszanego o drzewostanie bukowo-jaworowym z domieszką świerku, podobnie jak m.in. w Karkonoszach. Rezerwat nie jest udostępniony dla turystów, bowiem nie poprowadzono tam żadnego szlaku turystycznego ani żadnej ścieżki dydaktycznej. Biegnie do niego jedynie ścieżka prowadząca z zielonego szlaku turystycznego , który wytyczono na trasie:
 Skřítek – Ztracené skály – szczyt Ztracené kameny – szczyt Pec – szczyt Pecný – góra Břidličná hora – Jelení studánka – góra Jelení hřbet – przełęcz Sedlo nad Malým kotlem – góra Velký Máj – U Františkovy myslivny – góra Zámčisko–S – Zámčisko–SZ – U Kamenné chaty
Z uwagi na ochronę cennego ekosystemu dojście do rezerwatu oraz przebywanie na jego obszarze nie jest zalecane. Ponadto w rezerwacie, w odległości około 300 m na północny wschód od szczytu góry Hubertka, na wysokości około 1171 m n.p.m. występuje źródło o nazwie (cz. Studánka u Františkovy myslivny), położone nieopodal chaty Františkova myslivna.

### Flora
Z większych roślin w rezerwacie występują tu m.in.: buk zwyczajny (łac. Fagus silvatica), klon jawor (Acer pseudoplatanus), brzoza brodawkowata (Betula pendula) czy świerk pospolity (Picea abies), z mniejszych m.in. miłosna górska (Adenostyles alliariae), wawrzynek wilczełyko (Daphne mezereum), lilia złotogłów (Lilium martagon), podrzeń żebrowiec (Blechnum spicant), modrzyk górski (Cicerbita alpina) czy goryczka trojeściowa (Gentiana asclepiadea).
W latach 2009–2010 przeprowadzono m.in. w rezerwacie badania mykologiczne, które stwierdziły występowanie na tym obszarze 67 gatunków grzybów, takich m.in. jak: białozasłonak bulwiasty (Leucocortinarius bulbiger), grzybówka krwista (Mycena haematopus), grzybówka fioletowawa (Mycena pura), grzybówka popielatotrzonowa (Mycena niveipes), gołąbek żółciowy (Russula fellea), żagiew zimowa (Polyporus brumalis), kruchaweczka namakająca (Psathyrella piluliformis), pieprznik pomarańczowy (Cantharellus friesii), kolczak obłączasty (Hydnum repandum), łuskwiak zmienny (Kuehneromyces mutabilis), monetnica maślana (Rhodocollybia butyracea), purchawka gruszkowata (Lycyperdon pyriforme), mleczaj bukowy (Lactarius subdulcis), szaroporka odymiona (Bjerkandera fumosa), łuskwiak nastroszony (Pholiota squarrosa), łuskwiak żółty (Pholiota alnicola), ziarnówka blada (Cystoderma carcharias), patyczka lepka (Leotia lubrica), zasłonak miedzianordzawy (Cortinarius purpureus), twardzioszek czosnkowy (Marasmius alliaceus), napień topolowy (Oxyporus populinus), fałdówka kędzierzawa (Plicaturopsis crispa), drewniak szkarłatny (Hypoxylon fragiforme), grzybówka mleczajowa (Mycena galopus), grzybówka różowawa (Mycena rosella), gołąbek brudnożółty (Russula ochroleuca), muchomor czerwony (Amanita muscaria), muchomor czerwieniejący (Amanita rubescens), wrośniak różnobarwny (Trametes versicolor), łysostopek cierpki (Gymnopus peronatus), skórnik szorstki (Stereum hirsutum), gruzełek cynobrowy (Nectria cinnabarina), zgliszczak pospolity (Ustulina deusta) czy hubiak pospolity (Fomes fomentarius).

### Fauna
Rezerwat jest miejscem gniazdowania wielu gatunków ptaków, m.in. siniaka (Columba oenas), muchołówki białoszyjej (Ficedula albicollis), dzięcioła dużego (Dendrocopos major) czy strzyżyka zwyczajnego (Troglodytes troglodytes). Z większych zwierząt występują tu m.in. jeleń szlachetny (Cervus elaphus) i kozica (Rupicapra rupicapra).